# シティ・オブ・マンチェスター・スタジアム
シティ・オブ・マンチェスター・スタジアム（City of Manchester Stadium、COMS）は、ネーミングライツによりエティハド・スタジアム（Etihad Stadium）として知られるイングランド・マンチェスターのサッカースタジアム。マンチェスター・シティFCのホームスタジアムとして使用されている。キャパシティは55,097人でコンサート開催時には60,000人まで収容可能。プレミア・リーグでは5番目、イングランドでは10番目に大きいスタジアムとして知られている。

## 概要
マンチェスター市が招致立候補していた2000年夏季オリンピックの主競技場として建設が計画された。オリンピック招致は失敗したが、引き続き2002年コモンウェルスゲームズ（英連邦大会）の主競技場として建設計画は継続した。2000年1月に着工し、2002年7月に陸上競技場として完成。こけら落しはコモンウェルスゲームズ開会式であった。大会では開閉会式、陸上競技と7人制ラグビーの会場となった。
大会終了後、メイン・ロードに代わるマンチェスター・シティFCの新本拠地とするためサイドスタンドの改修、陸上トラックの撤去工事を行い、2003年8月、フットボール専用競技場として再開場した。改修後の杮落としはシティFC対FCバルセロナの親善試合であった。
2004年5月には、サッカーイングランド代表が日本代表と当スタジアムで国際親善試合を行った。2007-08UEFAカップの決勝戦（FCゼニト・サンクトペテルブルク対グラスゴー・レンジャーズFC）も開催した。
2010年10月、マンチェスター市議会とシティFCは、当スタジアムの250年の賃貸借契約を締結した。シティFCはユニフォームスポンサーでもあるエティハド航空（アラブ首長国連邦アブダビ）と10年間の命名権契約を結び、2011年7月、スタジアム名をエティハド・スタジアムとした。UEFA主催試合では引き続きシティ・オブ・マンチェスター・スタジアムと呼ばれる。
2014年2月14日、マンチェスター市からの承諾を得て、拡張工事計画が進められることが決まり62000人まで拡張される。2015-16シーズンでの完成を目指す。これでアーセナルのエミレーツ・スタジアムを抜き、イングランドのクラブチームの使うスタジアムで2番目に収容人数の多いスタジアムとなる。（1位はオールド・トラッフォード）

## コンサート
イギリスの中ではもっとも大きい開催地の一つで、フットボールシーズンではない時期に行われることがある。キャパシティは60,000人。最初にコンサートを行ったのは、2004年のレッド・ホット・チリ・ペッパーズ。地元出身のバンドオアシスは2005年に3日間のライブを、同じく地元出身のグループテイク・ザットは2011年に8日間のライブを開催している。
- 2004年6月18日 — レッド・ホット・チリ・ペッパーズ and ジェームス・ブラウン
- 2005年6月14日-15日 — U2
- 2005年6月30日, 7月2-3日 — オアシス
- 2006年6月4日 — ボン・ジョヴィ
- 2006年6月18日 — テイク・ザット
- 2007年6月15日 — ジョージ・マイケル
- 2007年6月28日 — ロッド・スチュワート
- 2008年6月2日 — フー・ファイターズ
- 2008年6月22日 — ボン・ジョヴィ
- 2011年6月3日-5日、6月7日-8日、6月10日-12日 - テイク・ザット
- 2012年6月9日-10日 - コールドプレイ
- 2012年6月22日 - ブルース・スプリングスティーン

## 入場者数

### 平均入場者数
- 2013-2014: 47.080 (プレミアリーグ)
- 2012-2013: 46,974 (プレミアリーグ)
- 2011-2012: 47,045 (プレミアリーグ)
- 2010-2011: 45,905 (プレミアリーグ)
- 2009-2010: 45,470 (プレミアリーグ)
- 2008-2009: 42,903 (プレミアリーグ)
- 2007-2008: 42,126 (プレミアリーグ)
- 2006-2007: 39,997 (プレミアリーグ)
- 2005-2006: 42,856 (プレミアリーグ)
- 2004-2005: 45,192 (プレミアリーグ)
- 2003-2004: 46,384 (プレミアリーグ)

## アクセス
- 鉄道
  - ナショナル・レール ウェスト・コースト本線マンチェスター・ピカデリー駅より徒歩20分

- ライトレール
  - マンチェスター・メトロリンク アシュトン-エカルズ線エティハド・キャンパス・トラム駅より降りて直ぐ

## ギャラリー

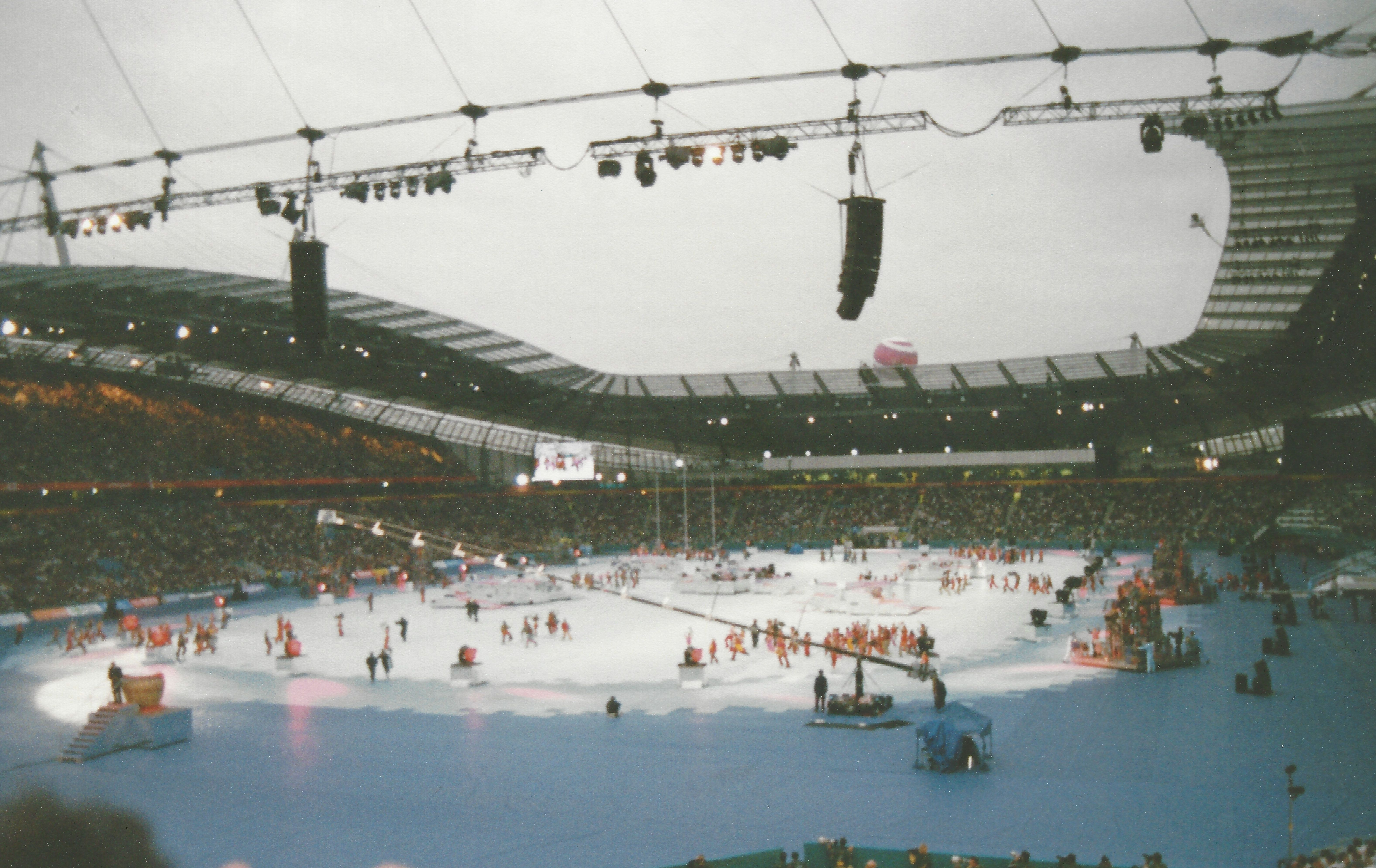
2002年のスタジアム
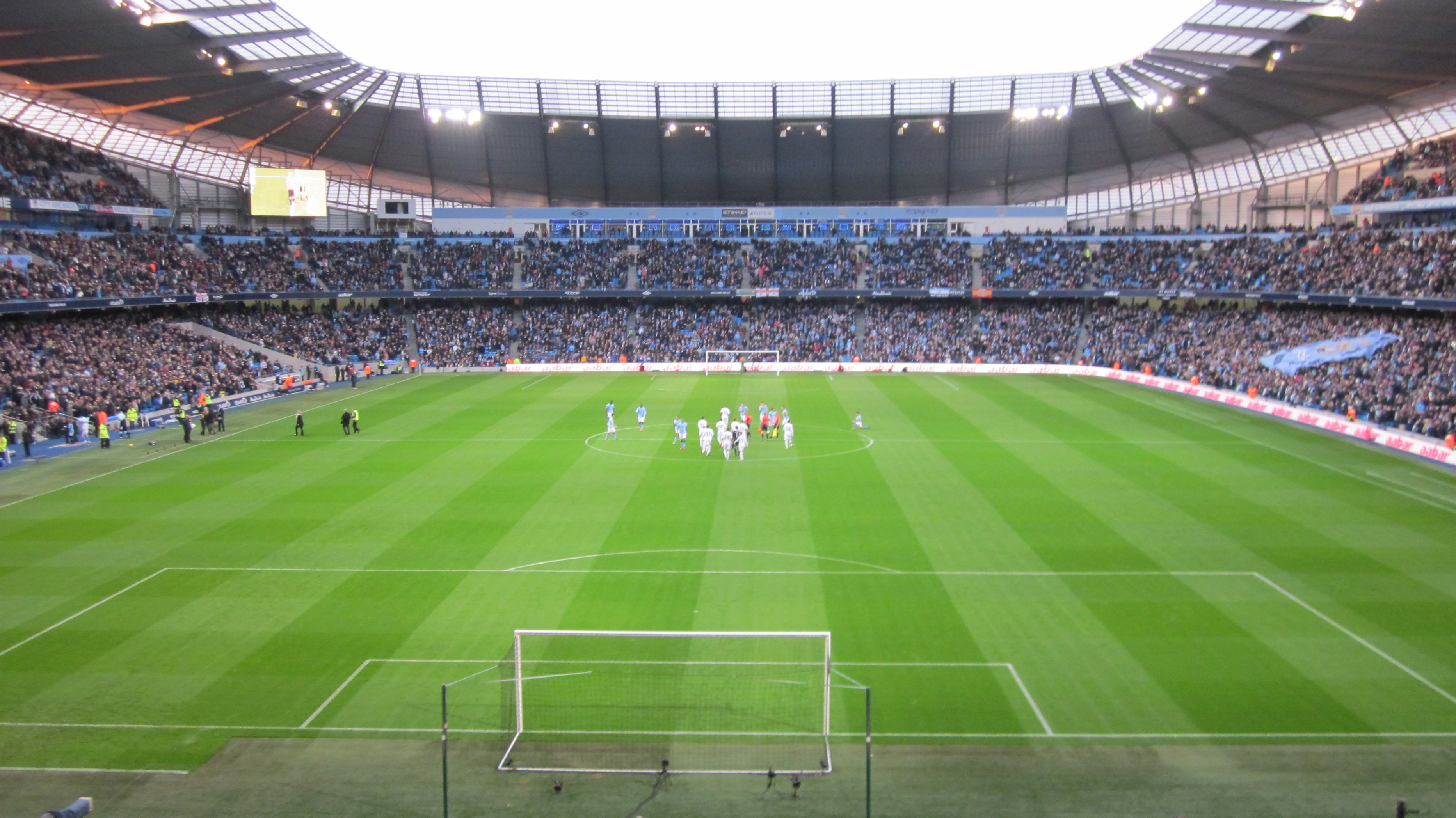
2012年のスタジアム
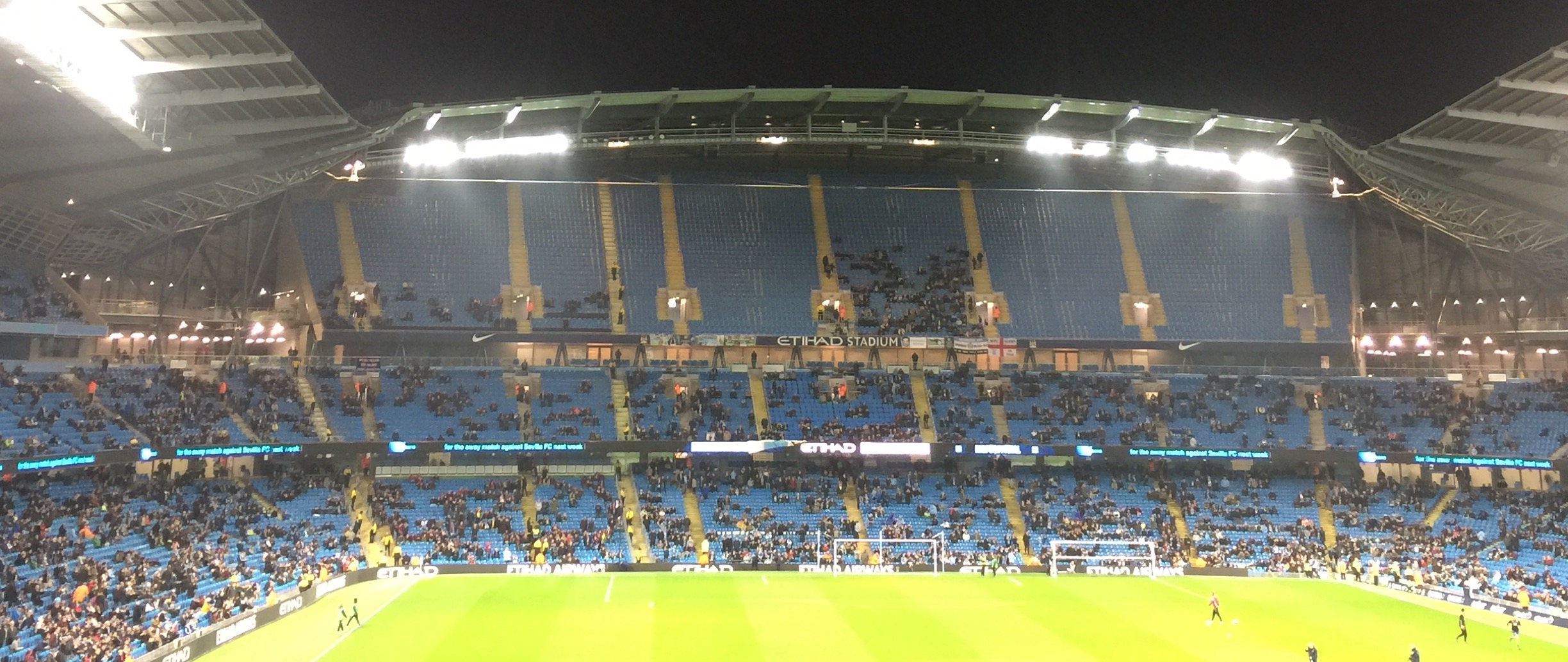
2015年のスタジアム
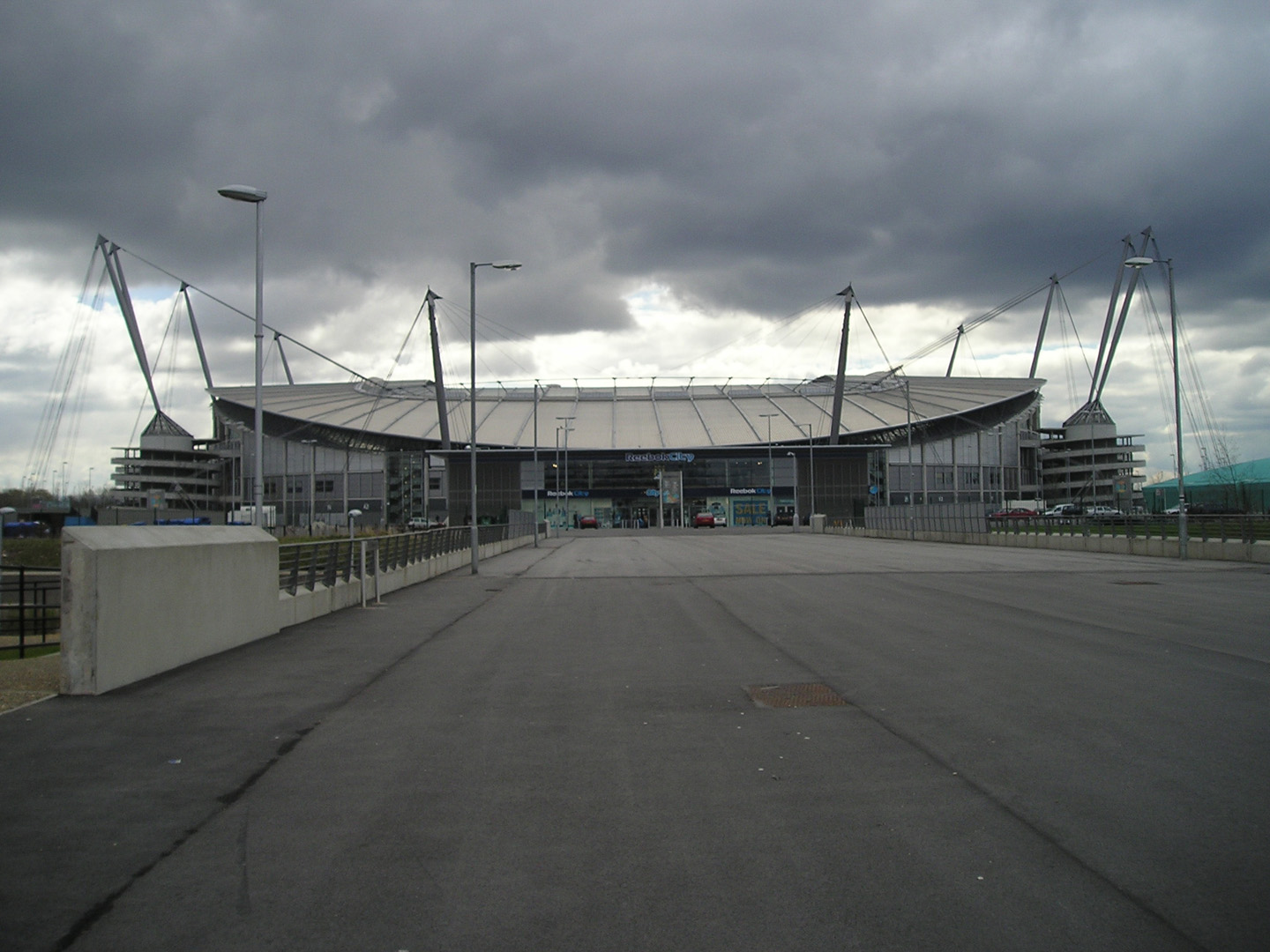
外観
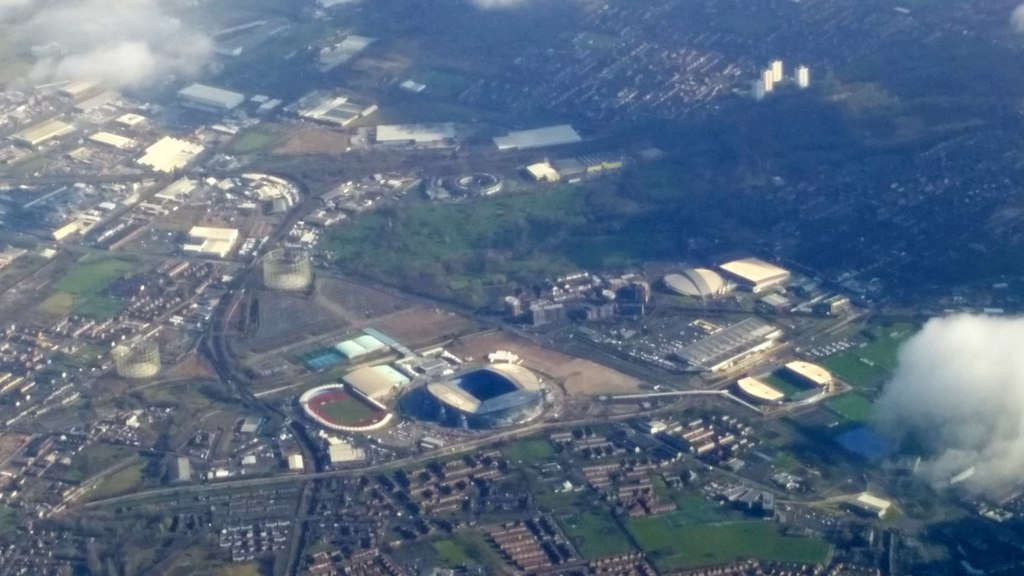
空撮
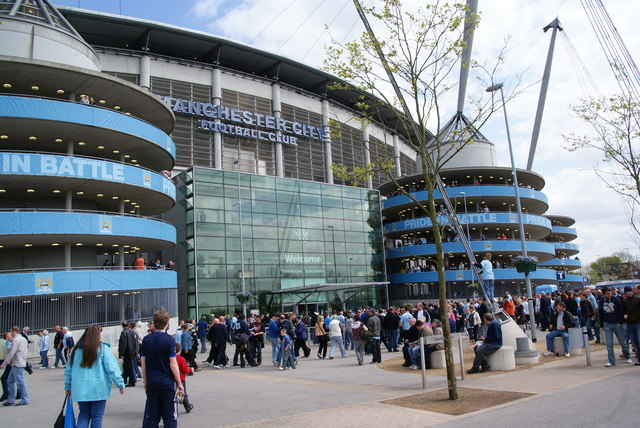
螺旋状のスロープ
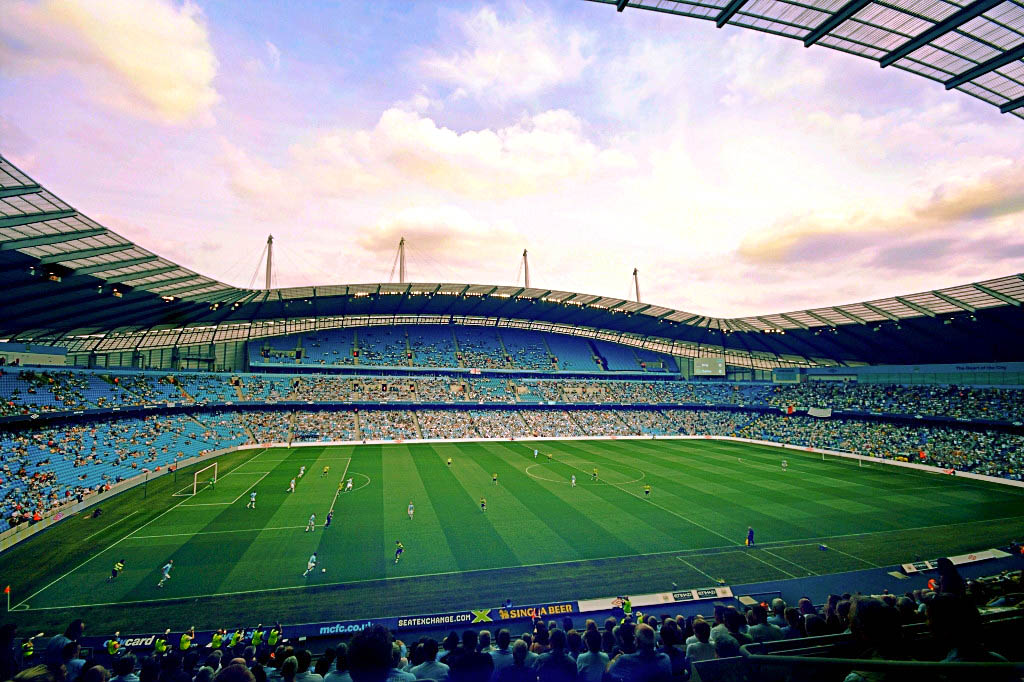
内観
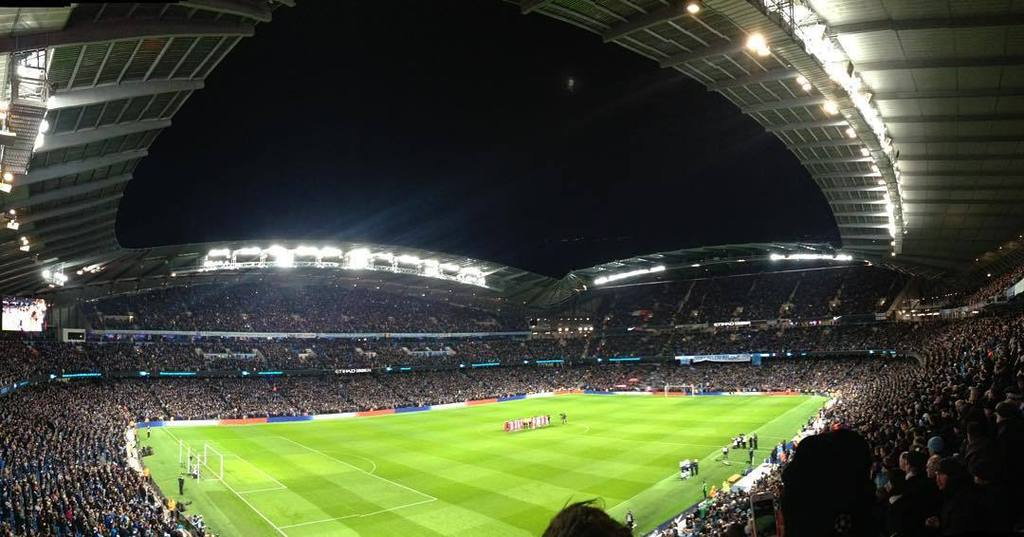
夜のスタジアム